# Mistrovství Španělska ve sportovním lezení
Mistrovství Španělska ve sportovním lezení (španělsky: Campeonato de España de Escalada) jsou národní mistrovství ve sportovním lezení, pořádané Španělskou federací horolezeckých sportů - Federación Española de Deportes de Montaña y Escalada (FEDME), první se uskutečnilo v roce 1986.
Závodí se v lezení na obtížnost (od roku 1986), v lezení na rychlost a od roku 1999 v boulderingu (španělsky: dificultad, velocidad, bloque). Mistrovství v jednotlivých disciplínách probíhala poté každoročně zpravidla v různých městech.

## Výsledky mistrovství

### Obtížnost
|          | Rok  | Místo                 | Muži                     | Muži                 | Muži                   | Ženy                                | Ženy            | Ženy                  |
| 1. místo | Rok  | Místo                 | 2. místo                 | 3. místo             | 1. místo               | 2. místo                            | 3. místo        |                       |
| -------- | ---- | --------------------- | ------------------------ | -------------------- | ---------------------- | ----------------------------------- | --------------- | --------------------- |
| I.       | 1986 |                       |                          |                      |                        |                                     |                 |                       |
| II.      | 1987 |                       | Txavo Vales              |                      |                        |                                     |                 |                       |
| III.     | 1988 |                       | Carlos García Bello      |                      |                        |                                     |                 |                       |
| IV.      | 1989 |                       |                          |                      |                        |                                     |                 |                       |
| V.       | 1990 |                       | Patxi Arocena            |                      |                        |                                     |                 |                       |
| VI.      | 1991 |                       | Patxi Arocena            |                      |                        |                                     |                 |                       |
| VII.     | 1992 |                       | Patxi Arocena            |                      |                        |                                     |                 |                       |
| VIII.    | 1993 |                       | Daniel Andrada           |                      |                        |                                     |                 |                       |
| IX.      | 1994 |                       |                          |                      |                        |                                     |                 |                       |
| X.       | 1995 |                       | Daniel Andrada           |                      |                        |                                     |                 |                       |
|          |      |                       |                          |                      |                        |                                     |                 |                       |
| XI.      | 1996 |                       | Daniel Andrada           |                      |                        |                                     |                 |                       |
| XII.     | 1997 |                       | Daniel Andrada           |                      |                        |                                     |                 |                       |
| XIII.    | 1998 | Armilla               | Daniel Andrada           |                      |                        | Leire Aguirre                       |                 |                       |
| XIV.     | 1999 | Zaragoza              | Daniel Andrada           |                      |                        | Leire Aguirre                       |                 |                       |
| XV.      | 2000 |                       | Pablo Barbero Alfonso    |                      |                        |                                     |                 |                       |
| XVI.     | 2001 | Oviedo                | Ramón Julián Puigblanque |                      |                        | Leire Aguirre                       |                 |                       |
| XVII.    | 2002 | Avilés                | Pablo Barbero Alfonso    |                      |                        | Esther Cruz Montalban Leire Aguirre |                 |                       |
| XVIII.   | 2003 | Tarrasa               | Ramón Julián Puigblanque |                      |                        | Eva Elez Muñoz                      |                 |                       |
| XIX.     | 2004 | Avilés                | Patxi Usobiaga Lakunza   |                      |                        | Leire Aguirre                       |                 |                       |
| XX.      | 2005 | Sant Cugat del Vallès | Patxi Usobiaga Lakunza   |                      |                        | Daila Ojeda                         |                 |                       |
|          |      |                       |                          |                      |                        |                                     |                 |                       |
| XXI.     | 2006 | Tomares               | Ramón Julián Puigblanque |                      |                        | Irati Anda                          |                 |                       |
| XXII.    | 2007 | Pilar de la Horadada  | Pablo Barbero Alfonso    |                      |                        | Irati Anda                          |                 |                       |
| XXIII.   | 2008 | Sevilla               | Marco Jubes Angarita     |                      |                        | Irati Anda                          |                 |                       |
| XXIV.    | 2009 | Sevilla               | Patxi Usobiaga Lakunza   |                      |                        | Andréa Cartas Barrera               |                 |                       |
| XXV.     | 2010 | A Coruña              | Ramón Julián Puigblanque |                      |                        | Helen Alemán Sobrino                |                 |                       |
| XXVI.    | 2011 | Gijón                 | Ramón Julián Puigblanque |                      |                        | Berta Martín                        |                 |                       |
| XXVII.   | 2012 | Gijón                 | Ramón Julián Puigblanque |                      |                        | Helen Alemán Sobrino                |                 |                       |
| XXVIII.  | 2013 | Gijón                 | Ramón Julián Puigblanque |                      |                        | Eileen Jubes Angarita               |                 |                       |
| XXIX.    | 2014 |                       |                          |                      |                        |                                     |                 |                       |
| XXX.     | 2015 |                       |                          |                      |                        |                                     |                 |                       |
|          |      |                       |                          |                      |                        |                                     |                 |                       |
| XXXI.    | 2016 | Zaragoza              |                          |                      |                        |                                     |                 |                       |
| XXXII.   | 2017 | Zaragoza              | Javier Cano Blazquez     | Jonatan Flor Vázquez | Sergio Pastor Martínez | Muriel Ruíz de Larramendi Arangoa   | Francis Guillén | Helena Alemán Sobrino |

### Rychlost
- zatím nezpracováno

### Bouldering
|          | Rok  | Místo                      | Muži                   | Muži                      | Muži                   | Ženy                   | Ženy              | Ženy                   |
| 1. místo | Rok  | Místo                      | 2. místo               | 3. místo                  | 1. místo               | 2. místo               | 3. místo          |                        |
| -------- | ---- | -------------------------- | ---------------------- | ------------------------- | ---------------------- | ---------------------- | ----------------- | ---------------------- |
| I.       | 1999 | Avilés                     | Bruno Macias Matutano  |                           |                        | Cristina Gonzalez      |                   |                        |
| II.      | 2000 | San Sebastián de los Reyes | Pedro Pons             |                           |                        | Leire Aguirre          |                   |                        |
| III.     | 2001 | Silleda                    | Pedro Pons             |                           |                        | Berta Martín Sancho    |                   |                        |
| IV.      | 2002 | Oviedo                     | Bruno Macias Matutano  |                           |                        | Leire Aguirre          |                   |                        |
| V.       | 2003 | El Pont de Suert           | Daniel Andrada         |                           |                        | Esther Cruz            |                   |                        |
| VI.      | 2004 | Barcelona                  | Daniel Andrada         |                           |                        | Esther Cruz            |                   |                        |
| VII.     | 2005 | Avilés                     | Daniel Andrada         |                           |                        | Berta Martín Sancho    |                   |                        |
| VIII.    | 2006 | Motril                     | Eduard Marin           |                           |                        | Berta Martín Sancho    |                   |                        |
| IX.      | 2007 | Barcelona                  | Bruno Macias Matutano  |                           |                        | Sara Aicart Ortiz      |                   |                        |
| X.       | 2008 | Barcelona                  | Bruno Macias Matutano  |                           |                        | Esther Cruz            |                   |                        |
|          |      |                            |                        |                           |                        |                        |                   |                        |
| XI.      | 2009 | Barcelona                  | Bruno Macias Matutano  |                           |                        | Berta Martín Sancho    |                   |                        |
| XII.     | 2010 | Barcelona                  | Bruno Macias Matutano  |                           |                        | Berta Martín Sancho    |                   |                        |
| XIII.    | 2011 | Barcelona                  | Bruno Macias Matutano  |                           |                        | Teresa Troya           |                   |                        |
| XIV.     | 2012 | Barcelona                  | Ignac Sánchez Gónzalez |                           |                        | Eillen Jubes Angarita  |                   |                        |
| XV.      | 2013 | Zaragoza                   | Ignac Sánchez Gónzalez |                           |                        | Eillen Jubes Angarita  |                   |                        |
| XVI.     | 2014 |                            |                        |                           |                        |                        |                   |                        |
| XVII.    | 2015 |                            |                        |                           |                        |                        |                   |                        |
| XVIII.   | 2016 | Barcelona                  |                        |                           |                        |                        |                   |                        |
| XIX.     | 2017 | Barcelona                  | Jonatan Flor Vázquez   | Jerome González Gutierrez | Alejandro Crespo Cobos | Itziar Zabala Zurinaga | Mari Alarcon Grau | Maja Jonjic Arnautovic |

## Nejúspěšnější medailisté

### Muži
| Jméno                    | Celkem | Zlato | Stříbro | Bronz | Disciplíny           | Období    |
| ------------------------ | ------ | ----- | ------- | ----- | -------------------- | --------- |
| Daniel Andrada           | x/x/x  | · -   |         |       | obtížnost bouldering | XXXX-XXXX |
| Ramón Julián Puigblanque | x/x/x  | · -   |         |       | obtížnost bouldering | XXXX-XXXX |
| Bruno Macias Matutano    | x/x/x  | · -   |         |       | obtížnost bouldering | XXXX-XXXX |

### Ženy
| Jméno               | Celkem | Zlato | Stříbro | Bronz | Disciplíny           | Období    |
| ------------------- | ------ | ----- | ------- | ----- | -------------------- | --------- |
| Leire Aguirre       | x/x/x  | · -   |         |       | obtížnost bouldering | XXXX-XXXX |
| Berta Martín Sancho | x/x/x  | · -   |         |       | obtížnost bouldering | XXXX-XXXX |